# Família abstrata de linguagens
Na ciência da computação, em particular no campo da teoria das linguagens formais, o termo família abstrata de linguagens se refere a uma noção matemática abstrata que generaliza característas comuns a linguagens regulares, linguagens livres de contexto e a linguagens recursivamente enumeráveis, e outras famílias de linguagens formais estudadas na literatura científica.

## Definições formais
Uma linguagem formal é um conjunto {\displaystyle L} para o qual existe um conjunto finito de símbolos abstratos {\displaystyle \Sigma } tais que {\displaystyle L\subseteq \Sigma ^{*}}, onde * é a operação do Fecho de Kleene.
Uma família de linguagens é um par ordenado {\displaystyle (\Sigma ,\Lambda )}, onde
1. {\displaystyle \Sigma } é um conjunto infinito de símbolos;
2. {\displaystyle \Lambda } é um conjunto de linguagens formais;
3. Para cada {\displaystyle L} em {\displaystyle \Lambda } existe um subconjunto finito {\displaystyle \Sigma _{1}} ⊂ {\displaystyle \Sigma } tal que {\displaystyle L} ⊆ {\displaystyle \Sigma _{1}^{*}}; e
4. {\displaystyle L} ≠ Ø para algum {\displaystyle L} em {\displaystyle \Lambda }.

Um trio é um família de linguagens fechadas sob homomorfismo, homomorfismo inverso, e interseção com linguagem regular.
Um trio completo, também chamado de cone, é um trio fechado sob homomorfismo arbitrário.
Um semi-FLA(completo) é um trio(completo) fechado sob união.
Um FLA(completo) é um semi-FLA(completo) fechado sob concatenação e fecho de Kleene.

## Algumas famílias de linguagens
A seguir estão alguns resultados simples dos estudos das famílias abstratas de linguagens.
Dentro da hierarquia de Chomsky, as linguagens regulares, as linguagens livre de contexto, e as linguagens recursivamente enumeráveis são FLAs completas. Contudo, as linguagens sensíveis ao contexto e as linguagens recursivas são FLAs, mas não FLAs-completas porque não são fechadas sob homomorfismos arbitrários.
A família de linguagens regulares estão contidas dentro de qualquer cone (trio completo). Outras categorias de famílias abstratas são identificadas pelo fechamento sob operações tais como embaralhamento, reversão, ou substituição.

## Origens
Seymour Ginsburg da Universidade do Sul da Califórnia e Sheila Greibach da Universidade Harvard apresentaram a primeira dissertação sobre a teoria das FLAs  no oitavo anual IEEE simpósio em comutação e teoria dos autômatos em 1967 .